# Street Spirit (Fade Out)
Street Spirit (Fade Out) is een single van de Britse muziekgroep Radiohead uit 1996.
Het lied is afkomstig van hun tweede studioalbum The Bends uit datzelfde jaar. Thom Yorke, woordvoerder van de band, zei dat dit een van de droevigste liederen is, die de band geschreven heeft. Ze hoefden zelf eigenlijk niets te doen; het lied schreef zich vanzelf. Yorke zingt tegenover een begeleiding van gitaarakkoorden op a mineur, een slome basgitaar en weinig stuwende drums.; de zang van Yorke is daarbij lijzig en klaaglijk. De somberheid wordt weergegeven in de eerste regel van het lied Rows of houses, all bearing down on me; I can feel their blue hands touching me; verderop gevolgd door I can feel death. Inspiratie voor het lied kwam van de roman The Famished Road (1991) van Ben Okri, de muziek vertoont daarbij overeenkomsten met die van R.E.M..
De videoclip van Jonathan Glazer, 's nachts opgenomen in een woestijn even buiten Los Angeles en geheel in zwart-wit, lijkt niets van doen te hebben met de tekst van het lied, maar meer met de muziek. Vertraagde en versnelde opnamen wisselen elkaar af of zijn in hetzelfde shot te zien. 
Street Spirit werd meerdere malen gecoverd, onder andere:
- The Darkness in een sneller tempo;
- Stream of Passion op album The Flame Within (2009);
- Joe Budden , samplede het in "Never Again" album Escape Route (2009);
- Peter Gabriel op Scratch My Back (2010);
- The Eden House op The Looking Glass (2010);
- 2Cellos heeft een instrumentale versie op Celloverse (2015).

## Hitparade
In Engeland was de single succesvol, in Nederlandbehaalde het plaats 28 in de Nederlandse Top 40. In de Radio 2 Top 2000 staat het meermaals in de top 200.

## Hitnotering
| "Street Spirit (Fade Out)" in de Nederlandse Top 40 - binnen 16-03-1996 | "Street Spirit (Fade Out)" in de Nederlandse Top 40 - binnen 16-03-1996 | "Street Spirit (Fade Out)" in de Nederlandse Top 40 - binnen 16-03-1996 | "Street Spirit (Fade Out)" in de Nederlandse Top 40 - binnen 16-03-1996 | "Street Spirit (Fade Out)" in de Nederlandse Top 40 - binnen 16-03-1996 | "Street Spirit (Fade Out)" in de Nederlandse Top 40 - binnen 16-03-1996 | "Street Spirit (Fade Out)" in de Nederlandse Top 40 - binnen 16-03-1996 | "Street Spirit (Fade Out)" in de Nederlandse Top 40 - binnen 16-03-1996 |
| Week                                                                    | 1                                                                       | 2                                                                       | 3                                                                       | 4                                                                       | 5                                                                       | 6                                                                       |                                                                         |
| ----------------------------------------------------------------------- | ----------------------------------------------------------------------- | ----------------------------------------------------------------------- | ----------------------------------------------------------------------- | ----------------------------------------------------------------------- | ----------------------------------------------------------------------- | ----------------------------------------------------------------------- | ----------------------------------------------------------------------- |
| Nummer                                                                  | 39                                                                      | 35                                                                      | 31                                                                      | 29                                                                      | 28                                                                      | 34                                                                      | uit                                                                     |

| "Street Spirit (Fade Out)" in de Nederlandse Single Top 100 - binnen: 16-03-1996 | "Street Spirit (Fade Out)" in de Nederlandse Single Top 100 - binnen: 16-03-1996 | "Street Spirit (Fade Out)" in de Nederlandse Single Top 100 - binnen: 16-03-1996 | "Street Spirit (Fade Out)" in de Nederlandse Single Top 100 - binnen: 16-03-1996 | "Street Spirit (Fade Out)" in de Nederlandse Single Top 100 - binnen: 16-03-1996 | "Street Spirit (Fade Out)" in de Nederlandse Single Top 100 - binnen: 16-03-1996 | "Street Spirit (Fade Out)" in de Nederlandse Single Top 100 - binnen: 16-03-1996 | "Street Spirit (Fade Out)" in de Nederlandse Single Top 100 - binnen: 16-03-1996 | "Street Spirit (Fade Out)" in de Nederlandse Single Top 100 - binnen: 16-03-1996 |
| Week                                                                             | 1                                                                                | 2                                                                                | 3                                                                                | 4                                                                                | 5                                                                                | 6                                                                                | 7                                                                                |                                                                                  |
| -------------------------------------------------------------------------------- | -------------------------------------------------------------------------------- | -------------------------------------------------------------------------------- | -------------------------------------------------------------------------------- | -------------------------------------------------------------------------------- | -------------------------------------------------------------------------------- | -------------------------------------------------------------------------------- | -------------------------------------------------------------------------------- | -------------------------------------------------------------------------------- |
| Nummer                                                                           | 44                                                                               | 32                                                                               | 29                                                                               | 27                                                                               | 26                                                                               | 31                                                                               | 37                                                                               | uit                                                                              |

### NPO Radio 2 Top 2000
| Nummer met noteringen in de NPO Radio 2 Top 2000 | '07 | '08  | '09 | '10 | '11 | '12 | '13 | '14 | '15 | '16 | '17 | '18 | '19 | '20 | '21 | '22 | '23 | '24 |
| ------------------------------------------------ | --- | ---- | --- | --- | --- | --- | --- | --- | --- | --- | --- | --- | --- | --- | --- | --- | --- | --- |
| Street Spirit                                    | 187 | 1078 | 92  | 132 | 142 | 125 | 99  | 141 | 134 | 145 | 152 | 183 | 186 | 211 | 209 | 199 | 209 | 202 |

1. ↑  Een vetgedrukt getal geeft de hoogste notering aan.
2. ↑  2007 was het eerste jaar met een notering voor dit nummer.